# Recopa d'Europa de futbol 1980-81
La Recopa d'Europa de futbol 1980-81 fou la vint-i-unena edició de la Recopa d'Europa de futbol. La final fou guanyada pel FC Dinamo Tbilisi davant del FC Carl Zeiss Jena.

## Ronda preliminar
| Equip 1   | Global | Equip 2               | Anada | Tornada |
| --------- | ------ | --------------------- | ----- | ------- |
| Celtic FC | 7-2    | Diósgyőri VTK Miskolc | 6-0   | 1-2     |
| Altay SK  | 0-4    | SL Benfica            | 0-0   | 0-4     |

## Primera ronda
| Equip 1             | Global | Equip 2                | Anada | Tornada |
| ------------------- | ------ | ---------------------- | ----- | ------- |
| CF Castilla         | 4-6    | West Ham United FC     | 3-1   | 1-5(pr) |
| Celtic FC           | 2-2(c) | Politehnica Timişoara  | 2-1   | 0-1     |
| Hibernians FC       | 1-4    | Waterford FC           | 1-0   | 0-4     |
| Kastoria FC         | 0-2    | FC Dinamo Tbilisi      | 0-0   | 0-2     |
| Spora Luxemburg     | 0-12   | Sparta Praga           | 0-6   | 0-6     |
| PFC Slavia Sofia    | 3-2    | Legia Varsòvia         | 3-1   | 0-1     |
| Hvidovre IF         | 3-0    | Fram                   | 1-0   | 2-0     |
| FC Ilves            | 3-7    | Feyenoord Rotterdam    | 1-3   | 2-4     |
| AS Roma             | 3-4    | FC Carl Zeiss Jena     | 3-0   | 0-4     |
| València CF         | 5-3    | AS Monaco              | 2-0   | 3-3     |
| FC Sion             | 1-3    | Haugar Haugesund       | 1-1   | 0-2     |
| Newport County FC   | 4-0    | Crusaders FC           | 4-0   | 0-0     |
| AC Omonia           | 1-7    | K.S.V. Waterschei Thor | 1-3   | 0-4     |
| Fortuna Düsseldorf  | 8-0    | SV Àustria Salzburg    | 5-0   | 3-0     |
| Malmö FF            | 1-0    | KF Partizani Tirana    | 1-0   | 0-0     |
| NK Dinamo de Zagreb | 0-2    | SL Benfica             | 0-0   | 0-2     |

## Segona ronda
| Equip 1                | Global | Equip 2               | Anada | Tornada |
| ---------------------- | ------ | --------------------- | ----- | ------- |
| West Ham United FC     | 4-1    | Politehnica Timişoara | 4-0   | 0-1     |
| Waterford FC           | 0-5    | FC Dinamo Tbilisi     | 0-1   | 0-4     |
| Sparta Praga           | 2-3    | PFC Slavia Sofia      | 2-0   | 0-3     |
| Hvidovre IF            | 1-3    | Feyenoord Rotterdam   | 1-2   | 0-1     |
| FC Carl Zeiss Jena     | 3-2    | València CF           | 3-1   | 0-1     |
| Haugar Haugesund       | 0-6    | Newport County FC     | 0-0   | 0-6     |
| K.S.V. Waterschei Thor | 0-1    | Fortuna Düsseldorf    | 0-0   | 0-1     |
| Malmö FF               | 1-2    | SL Benfica            | 1-0   | 0-2     |

## Quarts de final
| Equip 1            | Global | Equip 2             | Anada | Tornada |
| ------------------ | ------ | ------------------- | ----- | ------- |
| West Ham United FC | 2-4    | FC Dinamo Tbilisi   | 1-4   | 1-0     |
| PFC Slavia Sofia   | 3-6    | Feyenoord Rotterdam | 3-2   | 0-4     |
| FC Carl Zeiss Jena | 3-2    | Newport County FC   | 2-2   | 1-0     |
| Fortuna Düsseldorf | 2-3    | SL Benfica          | 2-2   | 0-1     |

## Semifinals
| Equip 1            | Global | Equip 2             | Anada | Tornada |
| ------------------ | ------ | ------------------- | ----- | ------- |
| FC Dinamo Tbilisi  | 3-2    | Feyenoord Rotterdam | 3-0   | 0-2     |
| FC Carl Zeiss Jena | 2-1    | SL Benfica          | 2-0   | 0-1     |

## Final
Sis anys després, la final de la Recopa d'Europa de futbol tornà a enfrontar dos equips de l'Europa de l'est. 9000 espectadors van presenciar el triomf del Dinamo Tbilisi, que es convertí en el segon equip de l'antiga Unió Soviètica a guanyar una copa europea.
| FC Dinamo Tbilisi            | 2–1 | FC Carl Zeiss Jena |
| ---------------------------- | --- | ------------------ |
| Gutsàiev 67' · Daraselia 86' |     | Hoppe 63'          |

| Guanyador de la Recopa d'Europa 1980-81 |
| --------------------------------------- |
| Dinamo Tbilisi Primer títol             |